# Ludwig Winter
Ludwig Winter (Heidelberg, 9 agosto 1846 – Bad Nauheim, 12 luglio 1912) è stato un botanico e architetto del paesaggio tedesco, progettista di vivai e giardini come i Giardini Hanbury di La Mortola.

## Biografia

### Infanzia e trasferimento in Francia
Ludwig era nato nel regno di Prussia. Il padre Antonio era libraio presso la famosa Università del Granducato di Baden e la madre Emilia era pittrice di vaglia. All'età di 12 anni si stabilì a Lipsia con la famiglia e quello stesso anno il padre morì. La madre rimasta sola, si occupava dei cinque figli usando i suoi talenti di pittrice, ma la risorse economiche della famiglia erano scarse. Alla fine della scuola Ludwig, che aveva fin da giovane dimostrato grande amore per lo studio della botanica, si trasferì a Erfurt, la città tedesca dei fiori, dove proseguì i suoi studi e trovò subito un impiego presso la ditta Jülke, restandovi due anni. 
Passò quindi alla Scuola di Orticoltura di Potsdam, per andare poi nel 1866, come primo giardiniere, al Giardino botanico di Poppelsdorf, vicino a Bonn, famoso per le piante tropicali. Nel 1867 si recò a Parigi per visitare l'Esposizione Universale. Innamoratosi della capitale francese, decise di stabilirvisi e lavorò dapprima come semplice operaio giardiniere presso la ditta Antoine Chatin, specializzata nella coltivazione delle palme, e poi come giardiniere nel parco del Tuileries.
L'arrivo della guerra franco-prussiana lo spinse a partire e dopo alcune brevi esperienze lavorative a Cannes e Marsiglia si trasferì a Hyères, dove riuscì a farsi assumere dalla ditta di Charles Huber come ibridatore. Qui la ditta Charles Huber era in procinto di lanciare una sua creazione, un bell'anemone. Fu il Winter che produsse il disegno di quel fiore portentoso, che ebbe grande successo in Europa. Dopo questa prima, brillante prova, l'Huber lo occupò come disegnatore di fiori e fu proprio Huber che, riconoscendo in Winter delle capacità superiori alla media, lo mise in contatto con Thomas Hanbury (1832-1907). L'incontro con Hanbury darà una svolta definitiva alla sua vita. 

### Giardini Hanbury
Con una lettera datata 12 novembre 1868 Winter fu ufficialmente assunto da Thomas Hanbury per realizzare il giardino della nuova proprietà del gentiluomo inglese, Palazzo Orengo, sito alla Mortola, presso Ventimiglia. Nel 1869 Winter si trasferì definitivamente in Italia e iniziò la sua collaborazione con i due fratelli Hanbury, Thomas, l'unico proprietario della villa ed il fratello maggiore Daniel (1825-1875), farmacista e botanico di grande competenza, collaborazione che si concluderà nel giugno del 1875. Al termine di questa proficua collaborazione nacque uno dei giardini più belli e ricchi della riviera, fortunatamente tuttora visitabile. Già nel 1871 il giardino era aperto al pubblico il giovedì ed i proventi dei biglietti erano devoluti a opere caritative.
Fu in quel periodo che incontrò la futura moglie, Giustina Muratorio, che lavorava come domestica presso gli Hanbury. Non si conosce la data esatta del matrimonio ma in una lettera datata 8 settembre 1870, Daniel Hanbury si congratula con il giovane capo giardiniere per il felice evento. In una lettera del 10 agosto 1871 Thomas Hanbury si congratula per la nascita del primo figlio della coppia, Antonio e il 28 luglio 1872 nasce la prima figlia, Paola Emilia Teresa.
Nel 1873 Winter chiese un prestito a Thomas Hanbury per creare una sua ditta indipendente, ma gli viene negato. Tuttavia lo spirito libero del giovane giardiniere lo spinse a ritentare due anni dopo e questa volta Thomas Hanbury capì che non poteva più trattenerlo e il 21 giugno 1875 gli concesse un prestito di 40 sterline senza interessi da rimborsarsi entro la fine del 1876. Winter e Hanbury manterranno sempre degli ottimi rapporti e vi saranno ancora delle piccole e sporadiche collaborazioni.

### Trasferimento a Bordighera
Winter, non ancora trentenne, iniziò la sua attività d'indipendente con un piccolo vivaio provvisorio a Bordighera nella piana vicina al rio Borghetto, dove coltivava rose, fra cui la famosa rosa "Safrano", e mimose. Trattandosi di piante a breve ciclo produttivo, poteva sovvenire ai bisogni della numerosa famiglia. Winter fu il primo a coltivare rose per il fiore reciso e apprezzando molto le qualità della Safrano fece conoscere questa varietà creata nel 1839 dal francese Beauregard. Presto si aggiunsero numerose altre varietà fra cui: Isabella Nabonnard, Captain Christy, Coquette de Lyon, France, Banksia ecc. 
Il successo ottenuto gli permise di chiedere un nuovo prestito nel 1877 e di trasferire il suo vivaio, affittando un altro terreno in località Curtasse, appena dopo la Madonna della Ruota, verso Ospedaletti dove fece prosperare le prime mimose. Quello era il famoso "Giardino della Madonna della Ruota" e v'introdusse l'Acacia podalyriifolia, qualità che si riteneva perduta ed invece era stata conservata da Pasquale Motta di Intra e perciò venne chiamata "motteana". Mediante ibridazioni tra la A. podalyriifolia, la dealbata e la pycnantha, creò l'hanburyana in onore di Thomas Hanbury, la neufvillei, la sieberiana. Nel 1894 Winter accolse il suo primo vero allievo, Stephan Neuhoff, che svilupperà ancora di più la produzione di mimose, ottenendo delle piante particolarmente resistenti al gelo, seguendo l'esempio di Lambert che le aveva innestate sulla Floribunda.
Winter, sempre desideroso d'innovare, si dedicò alle cactacee, creando numerose nuove varietà che dedicherà alle persone che ammirava o ai suoi stretti collaboratori. I cataloghi erano ricchissimi, si potevano trovare una sessantina di palme, 92 specie di Cereus, 40 di echinocactus, 141 di Opuntia, 40 di Agave e molte altre. La particolarità di Winter era quella di disporre, per ogni specie, di piante di diverse dimensioni, oltre a essere pubblicato in due lingue, tedesco e italiano. Numerose erano le foto.
Winter ebbe anche la capacità d'innovare e trovare soluzioni pratiche ai problemi di trasporto delle piante. Ad esempio, ebbe l'idea di coltivare la Phoenix canariensis interrando il vaso, in modo che fosse più agevole disotterrare l'apparato radicale. Inventò anche un carro speciale al quale si potevano applicare dei paranchi per il trasporto di piante di grosse dimensioni.
Naturalmente promosse l'utilizzo delle sue amate palme sotto molti aspetti, fra cui la produzione di tessuti, cinture, lavori ornamentali, oggettistica, ecc. Per la vendita di questi prodotti aprì un grande negozio, nell'attuale via Vittorio Emanuele, con un grande giardino retrostante, dove attualmente si trova il cinema Olimpia, e dove stabilì un'esposizione permanente, nella quale figuravano le più svariate specie di palme, ora alte come campanili, ora nane come piccoli arbusti, che formava l'ammirazione dei bordigotti e quella della colonia inglese ivi dimorante.

### Il successo a Bordighera
Col tempo comprò, all'inizio del Vallone del Sasso, una grande proprietà che divenne il suo giardino-vivaio con funzione di produzione, rappresentanza e vendita diretta. Dopo un lungo periodo di abbandono oggi una piccola parte del terreno è stata recuperata e riaperta al pubblico con il nome di Giardini Winter.
L'altro giardino del Winter era quello chiamato Madonna della Ruota, che si trovava verso Ospedaletti dopo la famosa Casa del Mattone, citata da Giovanni Ruffini nel suo romanzo Il Dottor Antonio. Su quel terreno c'erano le famose dodici palme citate da Joseph Viktor von Scheffel nella sua poesia Vicino a morte. Quel piccolo giardino era il suo orgoglio, ingentilito da una pergola le cui colonne avevano come motivo ornamentale lo stipite delle palme dattilifere. Sotto quella pergola passeggiarono numerosi personaggi illustri, fra cui frequente visitatrice la Regina Margherita. Oggigiorno il giardino fa parte di una proprietà privata, che è stata ripresa nella lista degli immobili tutelati dalla Soprintendenza per i Beni Architettonici e Paesaggistici della Liguria.. La pergola esiste ancora e la si può ammirare dalla strada, ma le dodici palme riprese in tante foto e quadri, fra cui uno molto famoso del Hermann Nestel, non esistono più.
Durante tutta la sua carriera Winter guadagnò numerosi premi a partire dal 1883, quando partecipò all'esposizione di Berlino dove vinse il Diploma d'onore e dove più tardi aprirà la sua agenzia commerciale. Il suo più grande successo fu nel 1897 alla mostra di Amburgo, dove ricevette non solo il "Premio d'onore di S.M. l'Imperatore Guglielmo II", ma altri cinque riconoscimenti e 1.500 marchi. In quell'esposizione infatti superò se stesso riproducendo il suo giardino del Vallone del Sasso. A Berlino è ricordato per le sue esposizioni, a Düsseldorf ed a Mannheim per le palme gigantesche che vi trapiantò, a Francoforte sul Meno per le influenti amicizie e per l'ammirazione che seppe destarvi.
Winter, durante la sua lunga carriera di paesaggista, creò numerosi giardini meravigliosi, come quelli del Principe Hohenlohe e di Villa Zirio a Sanremo, della Villa Bischoffsheim a Bordighera e del Parco Storico Seghetti Panichi ad Ascoli Piceno, della Contessa Foucher de Careil a Mentone e di Villa Cyrnos per l'Imperatrice Eugenia a Cap Martin. A Ventimiglia si occupò di un palmeto, tuttora esistente fra il lungofiume G. Rossi e via Vittorio Veneto su richiesta di Thomas Hanbury. Purtroppo non vide mai realizzato il suo progetto perché morì prima che fosse completato.

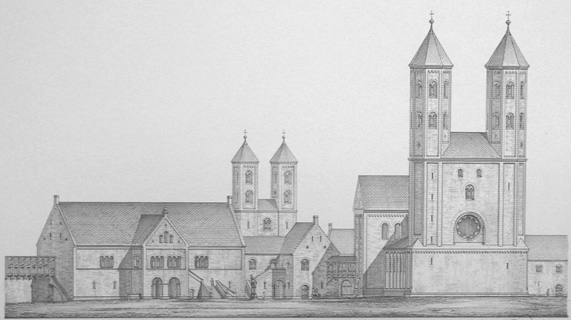
Burg Dankwarderode presso Braunschweig

Winter fu un uomo eclettico, persona molto colta, conosceva e lavorava in quattro lingue: tedesco, francese, inglese e italiano. Dalla madre aveva ereditato notevoli qualità artistiche, sia come disegnatore che come pittore. Era un uomo che sapeva farsi apprezzare da intellettuali, uomini di potere e dal personale che lavorava per lui. Paolo Mantegazza, famoso antropologo e fondatore del Museo Nazionale di Antropologia di Firenze, fu uno dei suoi più cari amici come Edmondo De Amicis ed Hermann Nestel che, a seguito del matrimonio di Antonio con una delle figlie, era anche divenuto il suo consuocero.

### Famiglia ed eredità
Marito e padre amorevole si occupò molto degli undici figli anche in tenera età, cosa rara per l'epoca. Tutti i suoi figli sapevano suonare uno strumento e si dice che la sera, se si passava davanti a villa Sofia in via Regina Margherita, si poteva godere di graziosi concerti. Due morirono nei primi anni di vita e nove sopravvissero: Antonio, Paolina, Rodolfo, Emilia, Giovanni, Costanza, Sofia, Edvige e Clara.
La generosità di Winter si dimostrava in vari modi e fu talmente apprezzato da tutti i Bordigotti che gli fu concessa la cittadinanza onoraria il 30 dicembre 1889 e nel 1891 il Re Umberto I lo nominò Cavaliere dell'Ordine della Corona d'Italia. Molti dei suoi allievi e uomini, percorsero le sue orme come i Ronco, i Molinari, gli Allavena ed i Pallanca ancora oggi proprietari del famoso Giardino esotico Pallanca.
Winter morì d'infarto il 12 luglio 1912 a Bad Nauheim, dove era andato con la moglie Giustina e la figlia Sofia proprio per seguire delle cure cardiologiche. Alla sua morte il figlio Antonio e la nipote Erica, figlia di Rodolfo, si occuparono del vivaio del Vallone del Sasso. Il figlio Rodolfo, ingegnere e architetto, si dedicò anche alla progettazione di giardini, fra cui quelli della passeggiata a mare di Bordighera, il "Lungomare Argentina". Il lungomare gode di una preziosa collezione di Araucaria excelsa, censita dal Corpo forestale dello Stato, che fu messa a dimora proprio da un allievo del Winter, Giuseppe Molinari.
Il 17 gennaio 1954 fu inaugurato un busto, realizzato da Virgilio Audagna, in onore di Ludwig Winter, che fu posto nei giardini dietro il palazzo comunale di Bordighera in presenza delle autorità non solo bordigotte, ma anche francesi e tedesche. Erano presenti anche alcuni discendenti, fra cui la figlia Paolina Winter Ronco e la nipote Erica.